# Nature’s Light
Nature’s Light ist das elfte Studioalbum der Musikgruppe Blackmore’s Night und wurde am 12. März 2021 veröffentlicht.

## Rezeption
T-online.de sprach von „Begleitmusik für den Minnesang seiner Frau Candice Night“ „für einen kleineren Kreis“. Powermetal.de schrieb: „Einfach nur schön, Musik zum Träumen, dazu Gesang und Gitarrenarbeit, die entzücken.“

## Tracklist
| #  | Songtitel                 | Dauer |
| -- | ------------------------- | ----- |
| 1  | Once Upon December        | 03:09 |
| 2  | Four Winds                | 03:02 |
| 3  | Feather in the Wind       | 04:30 |
| 4  | Darker Shade of Black     | 06:05 |
| 5  | The Twisted Oak           | 04:18 |
| 6  | Nature’s Light            | 04:30 |
| 7  | Der letzte Musketier      | 04:58 |
| 8  | Wish You Were Here (2021) | 05:04 |
| 9  | Going to the Faire        | 04:34 |
| 10 | Second Element            | 06:05 |

Bei dem Song Second Element handelt es sich um eine Coverversion von Sarah Brightman.

## Beteiligte
- Ritchie Blackmore - Akustische und elektrische Gitarren, Hurdy-Gurdy, Nyckelharpa, Mandola
- Candice Night - Gesang, Blasinstrumente, Tamburin
- Autumn und Rory Blackmore - Harmoniegesang
- Bard David of Larchmont (David Baranowski[4]) - Keyboards
- Jim Pappalardo - Hintergrundgesang
- Produzent - Ritchie Blackmore
- Assistant Producer / Tontechnik / Orchestrale Arrangements - Pat Regan